# Retinoblastoma
El retinoblastoma (Rb) és una forma rara de càncer que es desenvolupa ràpidament a partir de les cèl·lules immadures d'una retina (el teixit que detecta la llum). És el càncer intraocular maligne primari més comú en els nens i es troba gairebé exclusivament en nens petits.
Tot i que la majoria dels nens sobreviuen a aquest càncer, poden perdre la visió en els ulls afectats o es necessita extreure l'ull.
Gairebé la meitat dels nens amb retinoblastoma tenen un defecte genètic hereditari associat al retinoblastoma. En altres casos, és causada per una mutació congènita del gen 13q14 del cromosoma 13 (proteïna del retinoblastoma).